# Casa da Juventude Joanin Rossetti
A Casa da Juventude Joanin Rossetti, mais conhecida como Casa da Juventude de Vila Oliva, está localizada em Caxias do Sul, no distrito de Vila Oliva. É de propriedade do Colégio Anchieta de Porto Alegre e, desde 1946, tem acolhido milhares de alunos, familiares e ex-alunos, para uma convivência fraterna, num clima de liberdade responsável, descontração e alegria.
O local oferece uma variedade de possibilidades de lazer: campo de futebol, ginásio de esportes, piscina ao ar livre, piscina coberta, jogos de mesa, sala ambiente com vídeo e campo de futebol sete iluminado, além de passeios pelos Campos de Cima da Serra. No recesso escolar da metade do ano, recebe grupos de meninos e meninas para passar férias de uma semana.
Além disso, a Vila Oliva é também um espaço que destina-se para projetos pedagógicos. Durante o ano, os alunos da 6ª série participam do Projeto Vila Oliva, onde eles têm um contato íntimo com a natureza, realizando tarefas e desenvolvendo estratégias relacionadas aos planos de estudo do colégio. São atividades multidisciplinares que envolvem aulas de geografia, ciências, artes e religião.